# Église wallonne néerlandaise de Hanau
 (septembre 2022).
L'église wallonne néerlandaise de Hanau est une église réformée construite entre 1600 et 1608 à Hanau, Ce lieu de culte est destiné aux réfugiés protestants de France et des Pays-Bas espagnols installés dans le nouveau quartier Hanauer Neustad.
Les travaux extérieurs s'achèvent avec le premier office le 29 octobre 1608, les travaux intérieurs durèrent plusieurs années. Après la destruction de la Seconde Guerre mondiale, seule la plus petite moitié de l'église, autrefois néerlandaise, a été reconstruite.

## Neustadt et le bâtiment

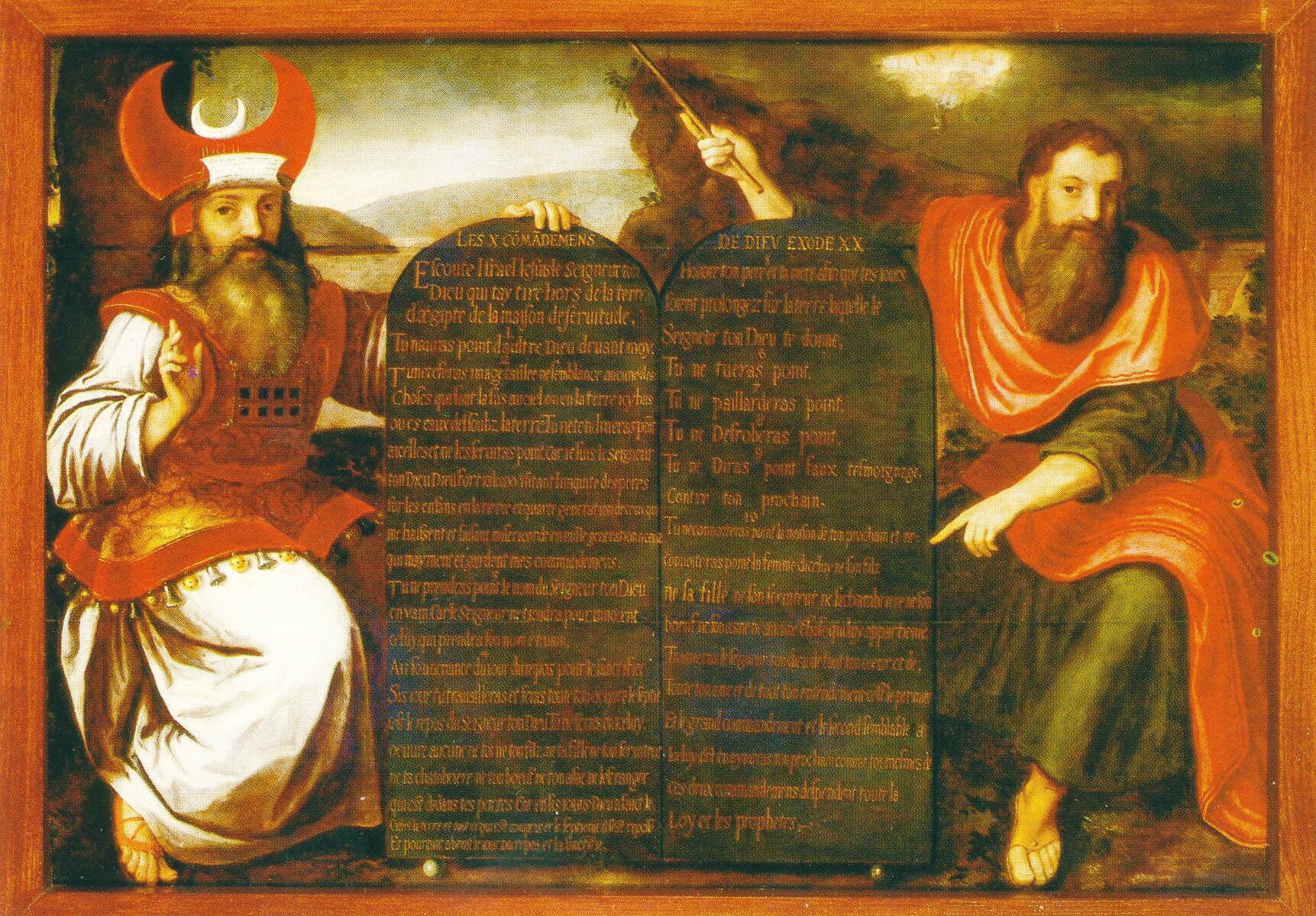
Tableau du Décalogue avec à gauche Aaron et Moïse dans l'Église wallonne-néerlandaise de Hanau

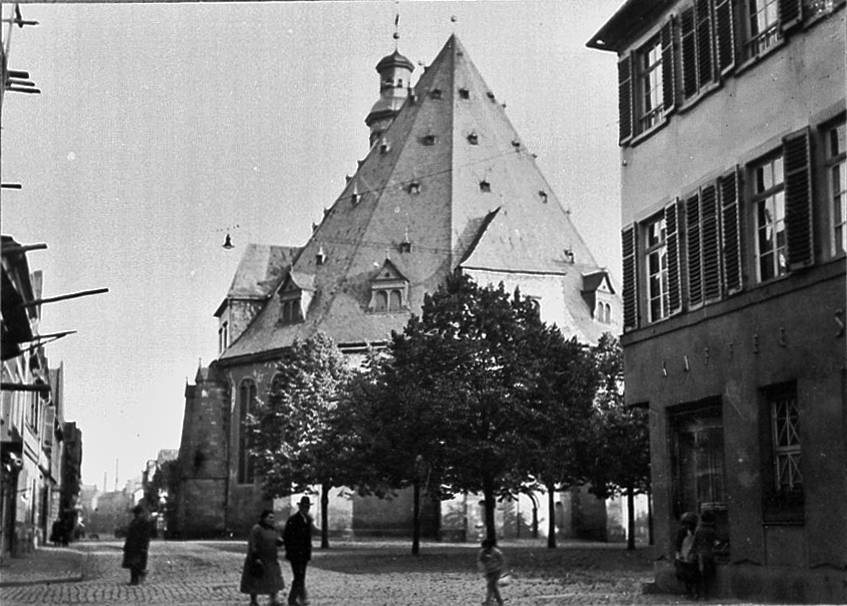
Église avant la destruction pendant la Seconde Guerre mondiale

En 1597, Daniel Soreau est porte-parole des réfugiés wallons protestants qui ont immigré de Francfort, vers la nouvelle ville de Hanau.[réf. nécessaire] Il met ses connaissances, dans les domaines de l'architecture et de l'art, au service des projets de construction du fondateur de la ville, Philippe Louis II de Hanau-Münzenberg, notamment pour l'Église wallonne-néerlandaise,. L'église est probablement construite sur le modèle de la Koepelkerk de Willemstad aux Pays-Bas, ville qui, comme Neustadt Hanau, est fondée à cette époque comme une ville nouvelle planifiée. L'église wallonno-néerlandaise de Hanau était dominée par des toits en forte pente au-dessus des deux moitiés d'églises. L'église wallonne plus grande a douze côtés, l'église néerlandaise, plus petite, a la forme d'un octogone. Les deux bâtiments communiquent entre eux. La forme architecturale de cette église double était le résultat du bilinguisme dans la communauté des réfugiés (néerlandophones et francophones) qui tenaient cependant à exprimer leur liaison confessionnelle par la connexion étroite des deux églises. Au centre du mur mitoyen entre les deux églises se trouvait une tour octogonale. Un panneau de décoration intérieure représentant les Tables de la Loi avec le décalogue est conservé,.

## Communauté
La communauté reste indépendante jusqu'à aujourd'hui et ne fait pas partie de l'Église du pays de Hanau. Initialement cette séparation d'avec l'Église locale du comté de Hanau-Münzenberg, pourtant réformée elle aussi[réf. nécessaire], était due à la différence linguistique. La communauté wallonno-néerlandaise ne participa pas non plus par la suite à l'union de Hanau, d'où il résulta une différence confessionnelle : elle resta réformée tandis que l'église locale devenait luthérienne. Au cours du XIXe siècle et de la première moitié du XXe siècle, l'allemand s'imposa de plus en plus comme la langue de culte. Un culte a lieu en 1908 à l'occasion du tricentenaire du 29 octobre 1608 et une brochure commémorative imprimée la même année commémore le premier service religieux.

## Destruction et reconstruction
Au cours de la Seconde Guerre mondiale, l'église double est détruite jusqu'aux murs extérieurs par des attaques aériennes, comme tout le centre de la ville de Hanau. Seule la demi-église la plus petite, l'ancienne église néerlandaise, est reconstruite après-guerre, tandis la plus grande, l'église wallonne, reste en ruines en tant que mémorial. Après la Seconde Guerre mondiale, les services religieux ne sont plus célébrés qu'en allemand.
En juin 1972, à l'occasion de son anniversaire, la paroisse publie une brochure commémorative intitulée Notre église - commémoration de la célébration de l'anniversaire de la paroisse wallonne néerlandaise à Hanau les 3, 4 et 5 juin 1972, rétrospective sur 375 ans. Dans les années 1980, un centre communautaire et une diaconie à la hauteur du rez-de-chaussée et à peine visible de l'extérieur sont reconstruits. Cette réalisation reçoit le prix pour la protection des monuments de la Hesse,. L'orfèvre et sculpteur Claus Bury, un descendant du huguenot Pierre Bury de Troyes a créé en 2021 sur l'allée française la sculpture en granit accessible Neustadtplan Hanau. Elle se réfère au plan de la ville gravé sur cuivre par Matthäus Merian en 1632 et fait revivre la topographie historique de Hanau au XVIIe siècle grâce aux creux en relief ainsi qu'aux groupes de sièges.

## Galerie

Église wallonne néerlandaise
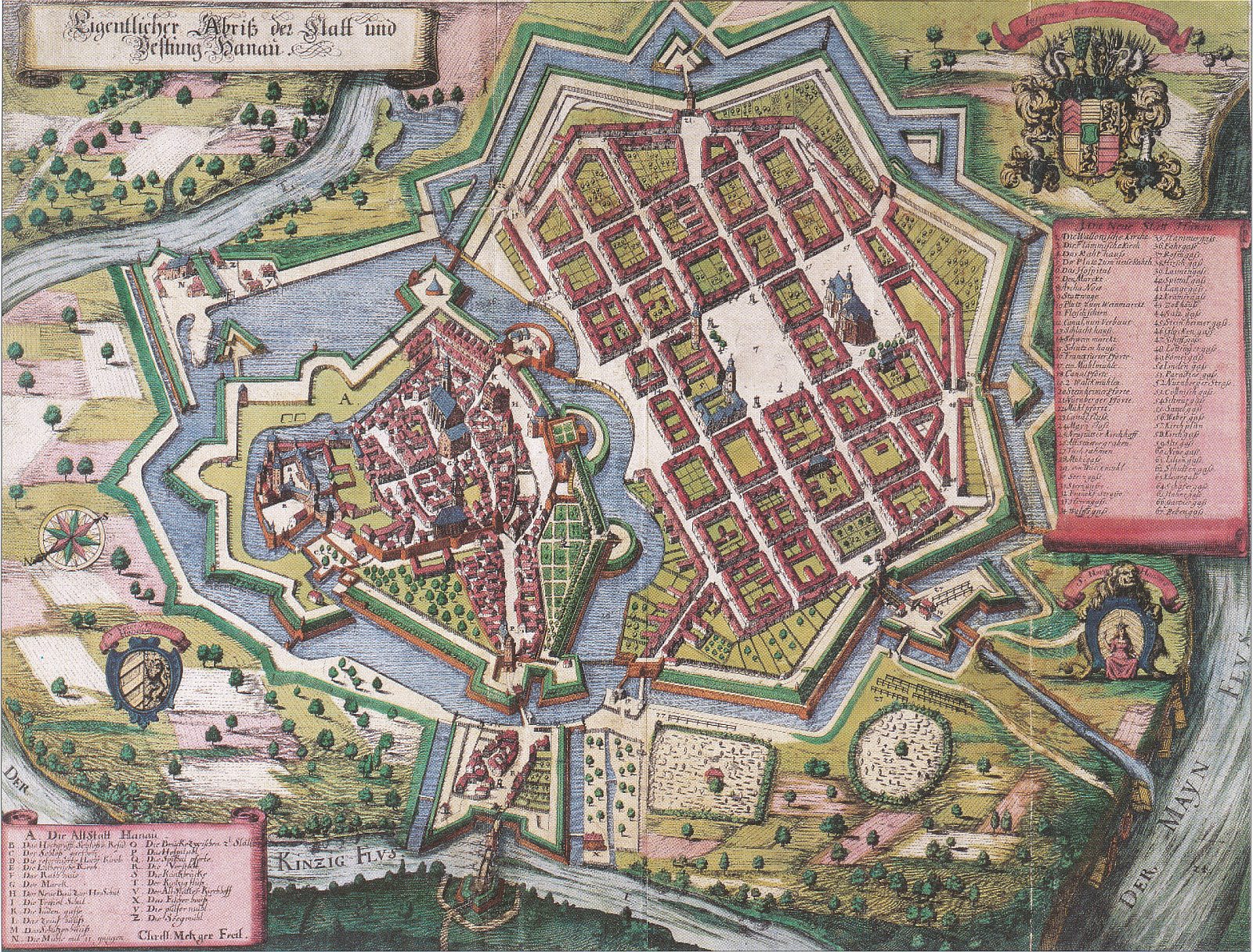
Hanau en 1684
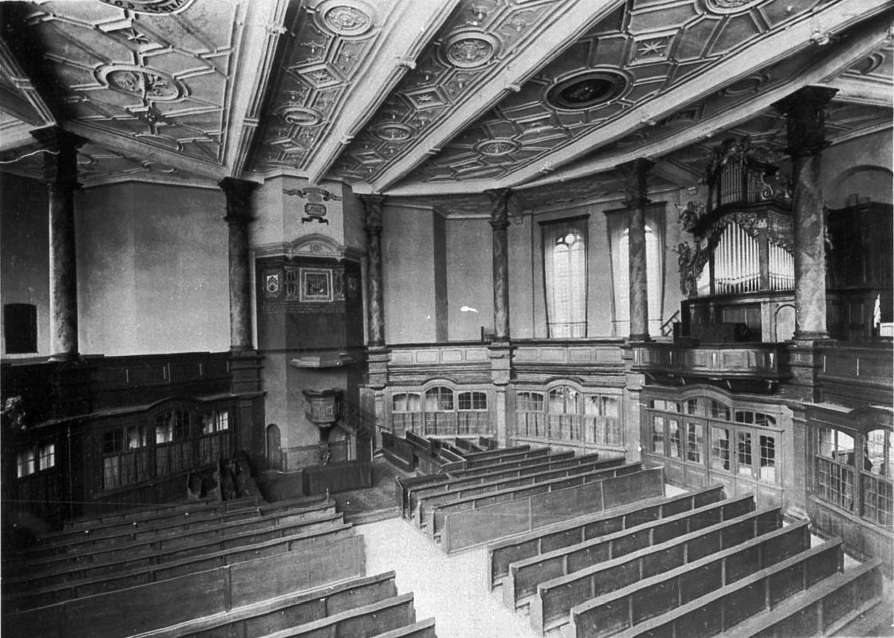
Intérieur
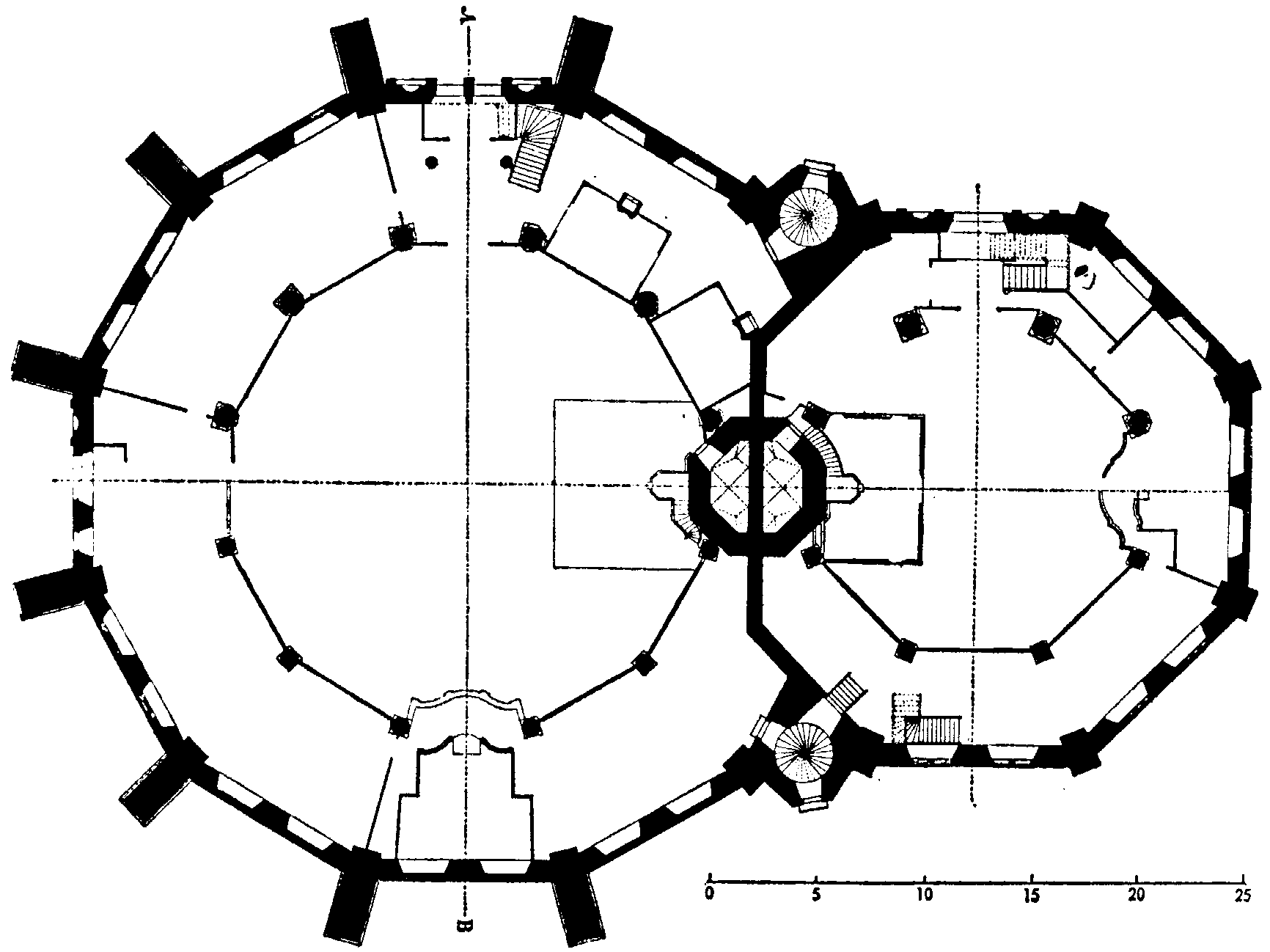
Plan de l'église.
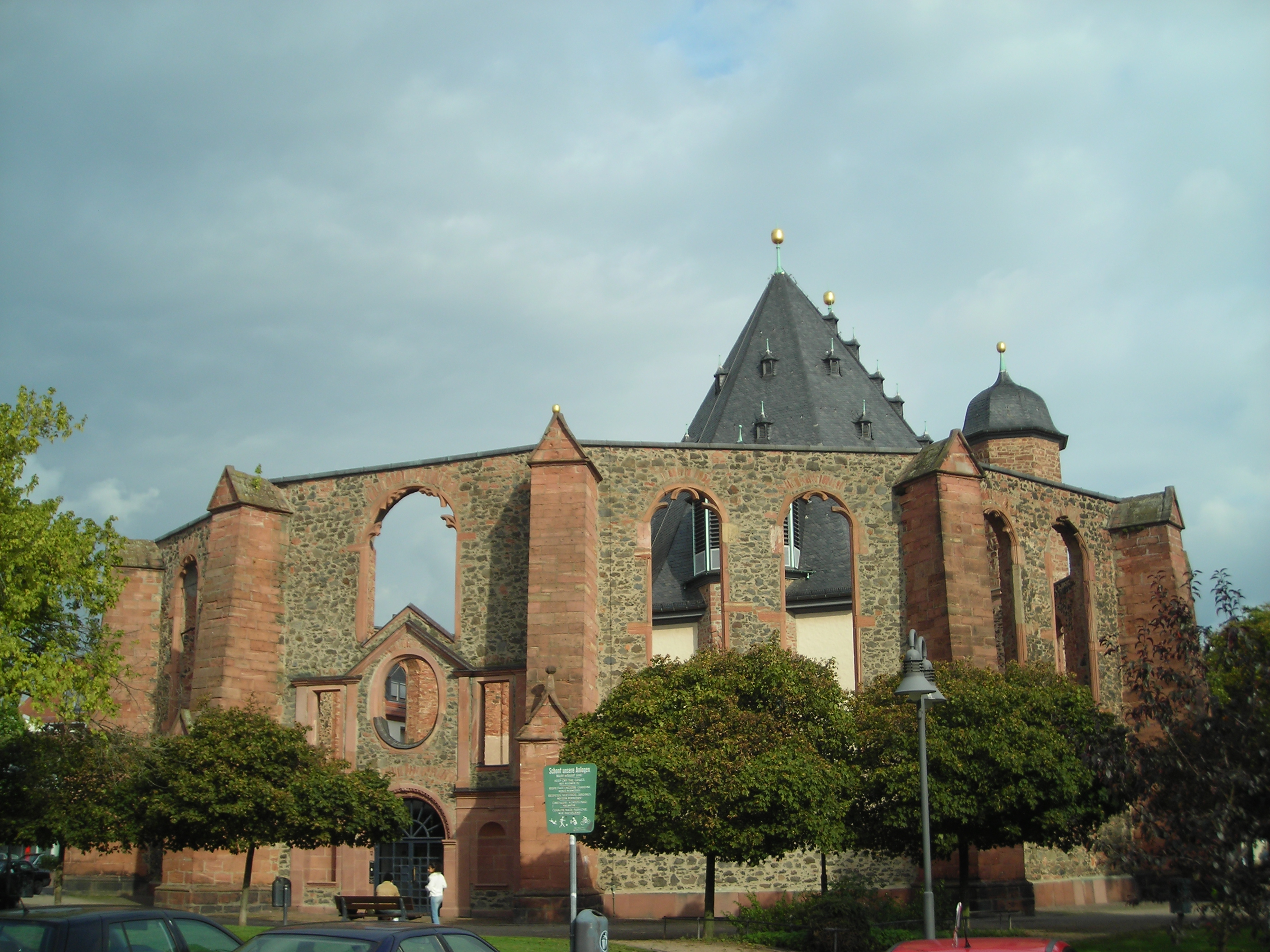
Ruines de l'ancienne église wallonne.
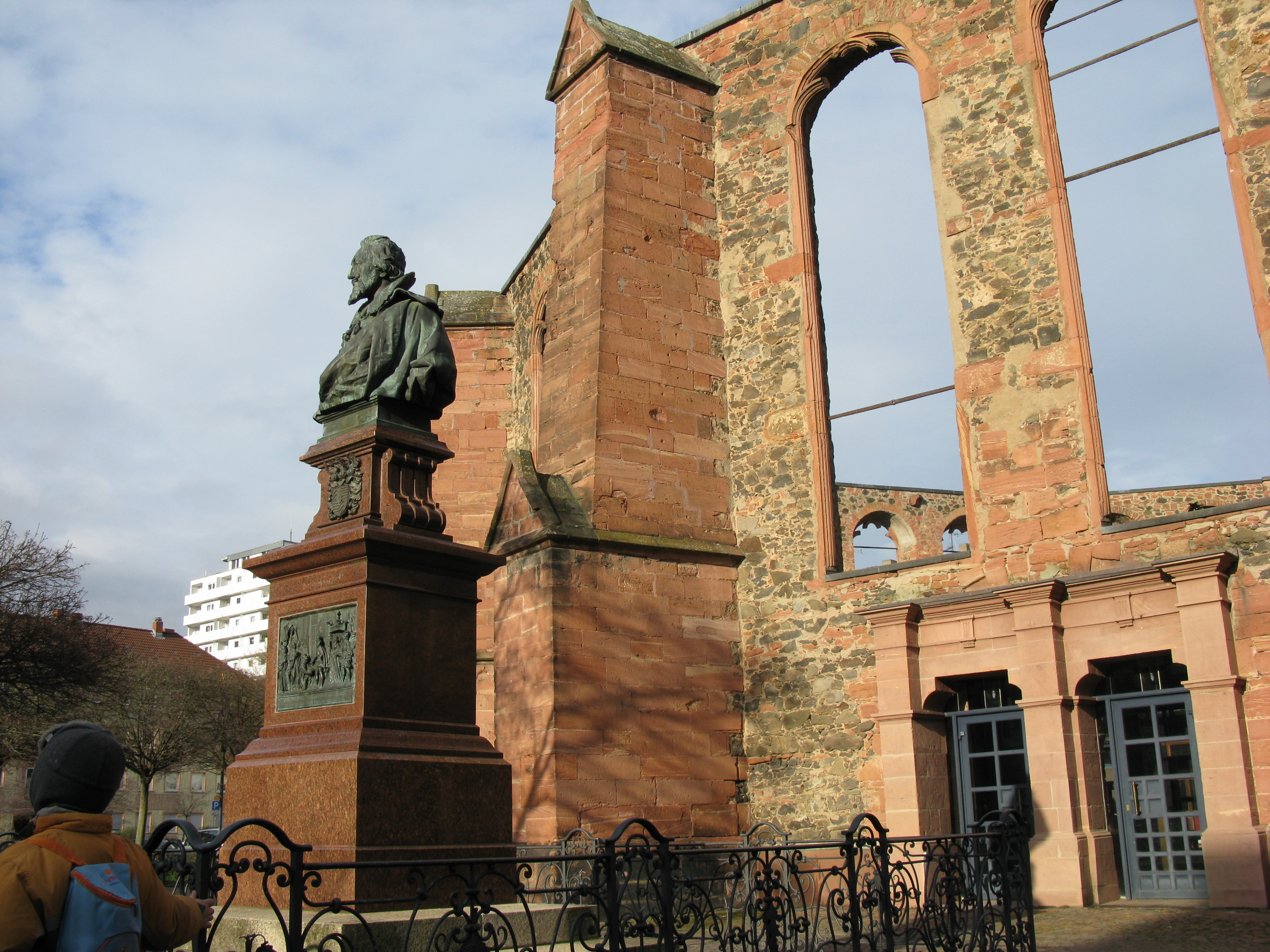
Statue de Philippe-Louis II de Hanau-Münzenberg.

## Pasteurs de l'église
- Théophile Blévet (1594-1595) ;
- Frédéric Billet (1595-1621) ;
- Charles de Nielles (1599-1604) ;
- Jacques Caron (1599-1606) ;
- Clément Dubois (1609-1640) ;
- Mathieu Royer (1624-1662) ;
- Clément Royer (1653-1670), fils du précédent ;
- Pierre Philippe (1663- ?) ;
- Jacques Crégut (1668-1723) ;
- David Ancillon (1685-1686) ;
- Charles Légier (1690-1740)[13]
- Bernhard Roediger[14]
- Christian Roediger (1773-1840)
- Achilles Roediger (1812-1868)